# Лукія
Лукі́я — християнське жіноче ім'я. Походить від лат. Lucia — жіночої форми римського особового імені Lucius («Лукій, Луцій»), утвореного від lux — «світло». Lucius («Світний, Світляний») — традиційний епітет Марса у давньоримській міфології. До української потрапило через грец. Λουκία. Чоловічий варіант — Лукій.
Зменшені форми — Лукійка, Лукієнька, Лукієчка, Луця, Луцька, Луша, Лушка
Паралельно з Лукія існує форма Лукина (від лат. Lucina), засвідчена як у православному, так і в католицькому іменословах. Вона є жіночою формою римського когномена Lucinus, «Луцин». Українські зменшені форми — Лукинка, Лукинонька, Лукиночка, Луця, Луцька, Луша, Лушка.

## Іменини
- За православним календарем (новий стиль) — 18 липня, 19 липня, 12 серпня, 30 вересня, 26 грудня[3].
- За католицьким календарем — 25 березня, 26 вересня, 13 грудня[3].

## Відомі носійки
- Луція (Лукія) Каппадокіанка — християнська мучениця, страчена в 301 році.
- Луція (Лукія) Сіракузька — християнська мучениця, страчена у 303 році; традиційно її вважають покровителькою сліпих, а також склярів, торгівців і письменників[3].

### Вигадані персонажі
- Люсі Певенсі — персонаж циклу казкових повістей «Хроніки Нарнії» К. С. Льюїса.

## Цікавий факт
- Після Жовтневої революції на теренах СРСР поширилася католицька форма «Люція», яку стали перетлумачувати як скорочення від «Революція»[1]. Відомі випадки, коли дівчаткам-близнюкам давали імена «Рево» і «Люція»[4].